# D'Arsonval (cràter)
D'Arsonval és un petit cràter d'impacte situat a la cara oculta de la Lluna, a l'altra banda de la vora nord-est del més antic i més gran cràter Danjon. A l'oest de D'Arsonval hi ha el cràter Perepelkin.

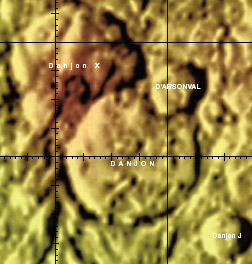
Localització de D'Arsonval (centre de la imatge)
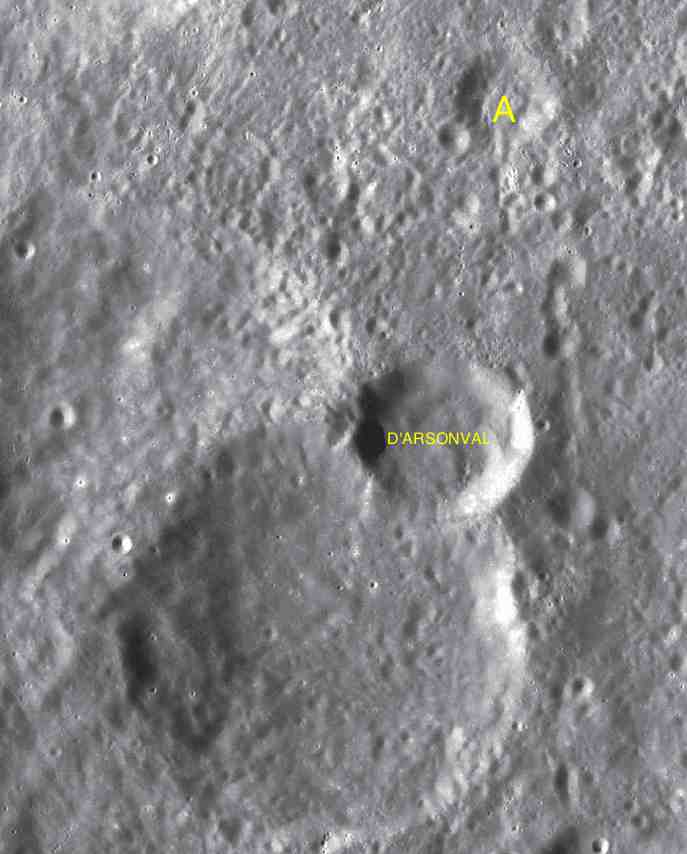
Cràters satèl·lit

La vora de D'Arsonval apareix força desgastada i té una cresta central baixa i allargada prop del punt mitjà. La vora forma una depressió on s'uneix amb Danjon al sud-oest, amb una esquerda a la superfície lunar que comença just a l'est de la vora externa i avança cap al nord.

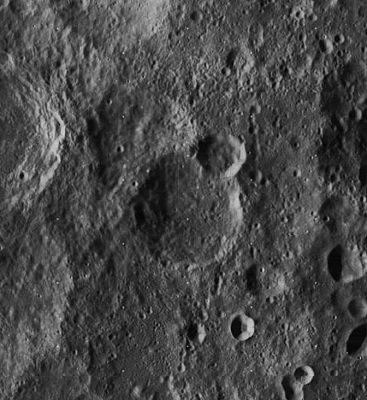
Fotografia de la missió Lunar Orbiter 3
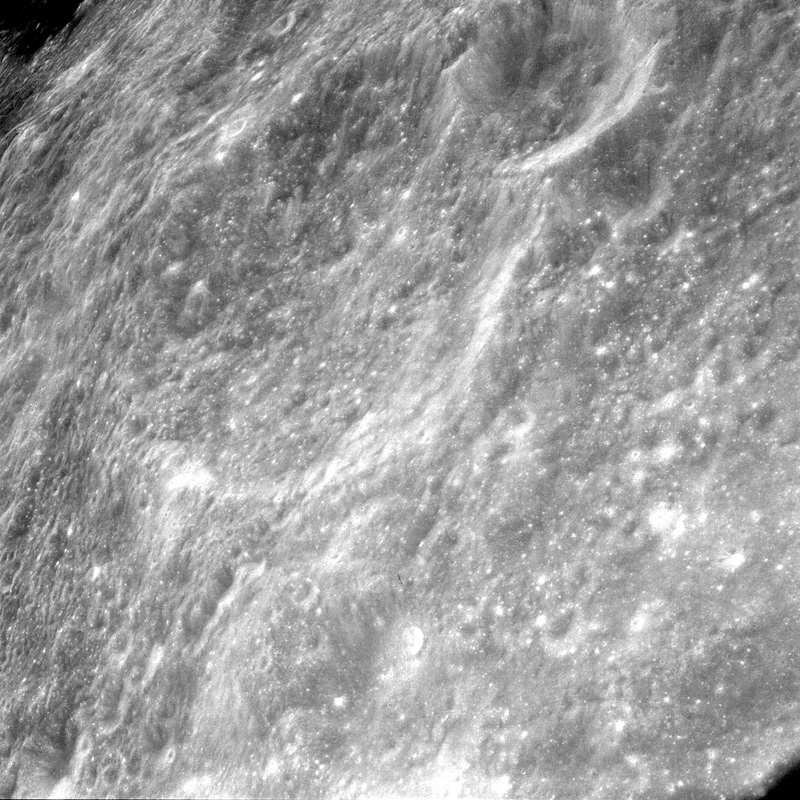
Fotografia de la missió Apollo 8

## Cràters satèl·lit
Per convenció aquests elements són identificats en els mapes lunars posant la lletra en el costat del punt central del cràter que està més proper a D'Arsonval.
| D'Arsonval | Coordenades                          | Diàmetre |
| ---------- | ------------------------------------ | -------- |
| A          | 8° 24′ S, 125° 00′ E / 8.4°S,125.0°E | 17 km    |